# Clinton (Massachusetts)
Pour les articles homonymes, voir Clinton.
Clinton est une municipalité du Comté de Worcester au Massachusetts, fondée en 1653.
Sa population était de 13 606 habitants en 2010.

## Localisation
| Lancaster Sterling | Lancaster | Bolton        |
| Sterling           | Clinton   | Bolton Berlin |
| Boylston           | Boylston  | Berlin        |